# 1968 no desporto

## Eventos
- 12 de outubro - Abertura dos XIX Jogos Olímpicos na Cidade do México, a primeira Olimpíada na América Latina.

### Automobilismo
- 7 de abril - Numa prova de Fórmula 2, faleceu o piloto escocês Jim Clark.[1]
- 3 de novembro - Graham Hill sagra-se bicampeão mundial de Fórmula 1

### Boxe
- 4 de março - Muhammad Ali perde o título de campeão dos pesos pesados por se recusar a lutar no Vietname.

### Futebol
- 10 de dezembro - O Santos sagra-se campeão brasileiro, após vencer o Vasco da Gama na última rodada da Taça de Prata.
- 29 de dezembro - O Vélez Sársfield torna-se pela Campeão argentino pela primeira vez.

## Nascimentos
| Data            | Nome                 | Profissão                         | Nacionalidade                              | Observações | Ref   |
| --------------- | -------------------- | --------------------------------- | ------------------------------------------ | ----------- | ----- |
| 1 de janeiro    | Davor Suker          | futebolista                       | Iugoslávia (Croácia)                       |             |       |
| 12 de janeiro   | Mauro Silva          | futebolista                       | Brasil                                     |             |       |
| 13 de janeiro   | Gianni Morbidelli    | piloto de automobilismo           | Itália                                     |             |       |
| 13 de janeiro   | Pat Onstad           | futebolista                       | Canadá                                     |             |       |
| 21 de janeiro   | Artur Dmitriev       | patinador artístico               | Rússia                                     |             |       |
| 22 de janeiro   | Frank Leboeuf        | futebolista                       | França                                     |             |       |
| 5 de fevereiro  | Marcus Grönholm      | piloto de automobilismo           | Finlândia                                  |             |       |
| 6 de fevereiro  | Patrick Lemarié      | piloto de automobilismo           | França                                     |             |       |
| 14 de fevereiro | Gheorghe Craioveanu  | futebolista                       | Roménia                                    |             |       |
| 17 de fevereiro | Giuseppe Signori     | futebolista                       | Itália                                     |             |       |
| 24 de fevereiro | Emanuele Naspetti    | piloto de automobilismo           | Itália                                     |             |       |
| 28 de fevereiro | Gregor Stähli        | piloto de skeleton                | Suíça                                      |             |       |
| 3 de março      | Denis Petrov         | patinador artístico               | União Soviética / Rússia                   |             |       |
| 6 de março      | Igor Kolyvanov       | futebolista                       | Rússia                                     |             |       |
| 8 de março      | Michael Bartels      | piloto de automobilismo           | Alemanha                                   |             |       |
| 9 de março      | Jorge Larrionda      | árbitro                           | Uruguai                                    |             |       |
| 9 de março      | Youri Djorkaeff      | futebolista                       | França                                     |             |       |
| 16 de março     | Adílson Dias Batista | treinador e futebolista           | Brasil                                     |             |       |
| 20 de março     | Paul Merson          | futebolista                       | Inglaterra                                 |             |       |
| 23 de março     | Fernando Hierro      | futebolista                       | Espanha                                    |             |       |
| 31 de março     | César Sampaio        | futebolista                       | Brasil                                     |             |       |
| 6 de abril      | Affonso Giaffone     | automobilista                     | Brasil                                     |             |       |
| 11 de abril     | Ljubinko Drulović    | futebolista                       | Iugoslávia (Sérvia)                        |             |       |
| 16 de abril     | Martin Dahlin        | futebolista                       | Suécia                                     |             |       |
| 22 de abril     | Iordanov             | futebolista                       | Bulgária                                   |             |       |
| 29 de abril     | Néstor Fabbri        | futebolista                       | Argentina                                  |             |       |
| 30 de abril     | Mike Matusow         | jogador de pôquer                 | Estados Unidos                             |             |       |
| 1 de maio       | Oliver Bierhoff      | futebolista                       | Alemanha                                   |             |       |
| 8 de maio       | David Rodrigo        | treinador de Futebol              | Espanha                                    |             |       |
| 9 de maio       | Marie-José Perec     | atleta                            | França                                     |             |       |
| 12 de maio      | Tony Hawk            | skatista                          | Estados Unidos                             |             |       |
| 16 de maio      | Luboš Michel         | árbitro                           | Tchecoslováquia                            |             |       |
| 23 de maio      | Hernán Medford       | ex-jogador                        | Costa Rica                                 |             |       |
| 12 de junho     | Lea Ann Parsley      | piloto de skeleton                | Estados Unidos                             |             |       |
| 14 de junho     | Bassey William Andem | futebolista                       | Camarões                                   |             |       |
| 25 de junho     | Dorinel Munteanu     | treinador de futebol              | Roménia                                    |             |       |
| 26 de junho     | Paolo Maldini        | futebolista                       | Itália                                     |             |       |
| 7 de julho      | Tupãzinho            | futebolista                       | Brasil                                     |             |       |
| 9 de julho      | Paolo Di Canio       | futebolista                       | Itália                                     |             |       |
| 9 de julho      | Álex Aguinaga        | futebolista                       | Equador                                    |             |       |
| 10 de julho     | Hassiba Boulmerka    | atleta                            | Argélia                                    |             |       |
| 20 de julho     | Pascal Lavanchy      | patinador artístico               | França                                     |             |       |
| 27 de julho     | Ricardo Rosset       | piloto de automobilismo           | Brasil                                     |             |       |
| 27 de julho     | Samuel Matete        | atleta                            | Zâmbia                                     |             |       |
| 30 de julho     | Robert Korzeniowski  | atleta                            | Polónia                                    |             |       |
| 30 de julho     | Terry Crews          | ator jogador de futebol americano | Estados Unidos                             |             |       |
| 1 de agosto     | Jill Trenary         | patinadora artística              | Estados Unidos                             |             |       |
| 2 de agosto     | Stefan Effenberg     | futebolista                       | Alemanha                                   |             |       |
| 5 de agosto     | Colin McRae          | piloto de automobilismo           | Escócia                                    | m. 2007     | [ 2 ] |
| 8 de agosto     | Florin Prunea        | futebolista                       | Roménia                                    |             |       |
| 11 de agosto    | Alan Kelly           | futebolista                       | Irlanda                                    |             |       |
| 13 de agosto    | Tony Jarrett         | atleta                            | Reino Unido                                |             |       |
| 14 de agosto    | Ana Moser            | jogadora de voleibol              | Brasil                                     |             |       |
| 16 de agosto    | Dmitri Kharin        | futebolista                       | Roménia                                    |             |       |
| 22 de agosto    | Alexander Mostovoi   | futebolista                       | Roménia                                    |             |       |
| 27 de agosto    | Jorge Cadete         | futebolista                       | Portugal                                   |             |       |
| 1 de setembro   | Franck Lagorce       | piloto de automobilismo           | França                                     |             |       |
| 4 de setembro   | Alejandro Mancuso    | futebolista                       | Argentina                                  |             |       |
| 6 de setembro   | Hugo Pérez           | futebolista                       | Argentina                                  |             |       |
| 7 de setembro   | Kakhaber Tskhadadze  | futebolista                       | Rússia (Geórgia)                           |             |       |
| 7 de setembro   | Marcel Desailly      | treinador e futebolista           | França                                     |             |       |
| 10 de setembro  | Andreas Herzog       | futebolista                       | Áustria                                    |             |       |
| 11 de setembro  | Slaven Bilić         | treinador e futebolista           | Iugoslávia (Croácia)                       |             |       |
| 16 de setembro  | Rafael Alkorta       | futebolista                       | Espanha                                    |             |       |
| 18 de setembro  | Christian Castañeda  | futebolista                       | Chile                                      |             |       |
| 20 de setembro  | André Cruz           | futebolista                       | Brasil                                     |             |       |
| 22 de setembro  | Velloso              | futebolista                       | Brasil                                     |             |       |
| 28 de setembro  | Mika Häkkinen        | piloto de automobilismo           | Finlândia                                  |             |       |
| 2 de outubro    | Jana Novotná         | tenista                           | República Tcheca (atual) · Tchecoslováquia | m. 2017     | [ 3 ] |
| 5 de outubro    | Fabián Estay         | futebolista                       | Chile                                      |             |       |
| 8 de outubro    | Zvonimir Boban       | futebolista                       | Iugoslávia (Croácia)                       |             |       |
| 14 de outubro   | Dwayne Schintzius    | jogador de basquete               | Estados Unidos                             | m. 2012     | [ 4 ] |
| 15 de outubro   | Didier Deschamps     | treinador e futebolista           | França                                     |             |       |
| 17 de outubro   | Graeme Le Saux       | futebolista                       | Inglaterra                                 |             |       |
| 20 de outubro   | Clemer               | futebolista                       | Brasil                                     |             |       |
| 24 de outubro   | Donizete Pantera     | futebolista                       | Brasil                                     |             |       |
| 26 de outubro   | Robert Jarni         | ex-futebolista e atual treinador  | Iugoslávia (Croácia)                       |             |       |
| 6 de novembro   | Kjetil Rekdal        | ex-futebolista e atual treinador  | Noruega                                    |             |       |
| 19 de novembro  | Luís Jesus           | atleta, fundista                  | Portugal                                   |             |       |
| 22 de novembro  | Irina Privalova      | atleta, velocista                 | Rússia                                     |             |       |
| 24 de novembro  | Bülent Korkmaz       | futebolista                       | Turquia                                    |             |       |
| 27 de novembro  | Maurício Lima        | jogador de voleibol               | Brasil                                     |             |       |
| 2 de dezembro   | David Batty          | futebolista                       | Inglaterra                                 |             |       |
| 2 de dezembro   | David Regis          | futebolista                       | Estados Unidos                             |             |       |
| 5 de dezembro   | Falilat Ogunkoya     | atleta                            | Nigéria                                    |             |       |
| 5 de dezembro   | José Luis Sierra     | futebolista                       | Chile                                      |             |       |
| 11 de dezembro  | Fabrizio Ravanelli   | futebolista                       | Itália                                     |             |       |
| 17 de dezembro  | Claudio Suárez       | futebolista                       | México                                     |             |       |
| 17 de dezembro  | Paul Tracy           | piloto de automobilismo           | Canadá                                     |             |       |
| 18 de dezembro  | Mario Basler         | futebolista                       | Alemanha                                   |             |       |
| 20 de dezembro  | Karl Wendlinger      | piloto de automobilismo           | Áustria                                    |             |       |
| 22 de dezembro  | Luis Hernández       | futebolista                       | México                                     |             |       |

## Mortes
| Data          | Nome               | Profissão               | Nacionalidade        | Observações | Ref |
| ------------- | ------------------ | ----------------------- | -------------------- | ----------- | --- |
| 7 de abril    | Jim Clark          | piloto de automobilismo | Escócia              | n. 1936     |     |
| 18 de abril   | Guilherme Paraense | atirador esportivo      | Brasil               | n. 1884     |     |
| 1 de novembro | Ludowika Jakobsson | patinadora artística    | Finlândia · Alemanha | n. 1884     |     |